# Эндр (департамент)
Эндр (фр. Indre) — департамент на западе центральной части Франции, один из департаментов региона Центр — Долина Луары. Порядковый номер — 36. Административный центр — Шатору. Население — 238 261 человек (83-е место среди департаментов, данные 2010 г.).

## География
Площадь территории — 6791 км². Через департамент протекает река Эндр.
Департамент включает 2 округа, 54 кантона и 247 коммуны и граничит с такими департаментами как: Эндр и Луара, Луар и Шер, Шер, Крёз, Вьенна.

## История
Эндр — один из первых 83 департаментов, образованных во время Великой французской революции в марте 1790 г. Возник на территории бывшей провинции Берри. Название происходит от реки Эндр.

## Политическое устройство
Президент и генеральный консул департамента — Луи Пентон.

## Достопримечательности
- Замок Аржи
- Замок Азе-ле-Феррон
- Замок Сарзе
- Замок Ромефор
- Замок Шазле